# Vecsaule socken
Vecsaule socken (lettiska: Vecsaules pagasts) är ett administrativt område i Bauska kommun i Lettland.